# 阿翁 (德塞夫勒省)
阿翁（法語：Avon，法語發音：[avɔ̃] ⓘ）是法国德塞夫勒省的一个市镇，属于尼奥尔区。

## 地理
阿翁（46°22'36"N, 0°1'11"E）面积12.54 平方千米，位于法国新阿基坦大区德塞夫勒省，该省份为法国西部内陆省份，北起曼恩-卢瓦尔省，西接旺代省，南至夏朗德省和滨海夏朗德省，东临维埃纳省。
与阿翁接壤的市镇（或旧市镇、城区）包括：布贡、舍奈、庞普鲁、鲁耶、圣索旺。

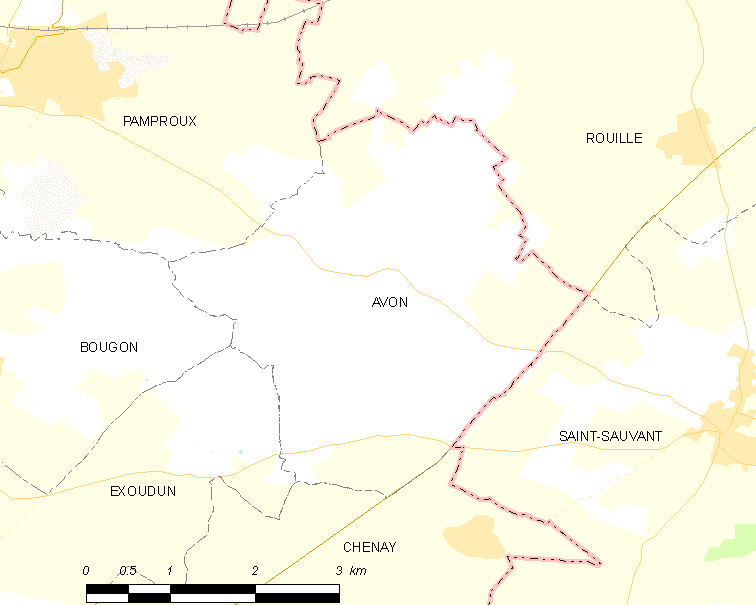
的OSM定位图

阿翁的时区为UTC+01:00、UTC+02:00（夏令时）。

## 行政
阿翁的邮政编码为79800，INSEE市镇编码为79023。

## 政治
阿翁所属的省级选区为贝勒河畔塞勒县。

## 人口

1962-2008年间人口变化图示

阿翁于2022年1月1日时的人口数量为63人。